# Пакослав (гмина)
Пакослав (пол. Pakosław) — сельская гмина (волость) в Польше, входит как административная единица в Равичский повет, Великопольское воеводство. Население — 4584 человека (на 2004 год).

## Сельские округа
1. Бялыкал
2. Хойно
3. Голеевко
4. Голеево
5. Гуречки-Вельке
6. Кубечки
7. Недзвядки
8. Осек
9. Остробудки
10. Пакослав
11. Подборово
12. Помоцно
13. Совы
14. Сворово
15. Заорле

## Соседние гмины
1. Гмина Ютросин
2. Гмина Мейска-Гурка
3. Гмина Милич
4. Гмина Равич